# Алікорто рудоспинний
Аліко́рто рудоспинний (Heteroxenicus stellatus) — вид горобцеподібних птахів родини мухоловкових (Muscicapidae). Мешкає в Гімалаях, горах Китаю і Південно-Східної Азії. Єдиний представник монотипового роду Рудоспинний алікорто (Heteroxenicus).

## Опис
Довжина птаха становить 12-13 см, вага 19-23 г. Виду не притаманний статевий диморфізм. Верхня частина тіла каштанова, нижня частина тіла темно-сіра, поцяткована білими плямками. Крила і хвіст короткі. надхвістя поцятковавне білими плямками. Обличчя чорне, лоб сірий, решта голови каштанова. Дзьоб чорний, лапи коричневі, довгі..

## Підвиди
Виділяють два підвиди:
- H. s. stellatus (Gould, 1868) — від центральних Гімалаїв до південного Китаю і північно-східної М'янми;
- H. s. fuscus (Delacour & Jabouille, 1930) — північно-західний В'єтнам.

## Поширення і екологія
Рудоспинні алікорто поширені в Індії, Непалі, Бутані, М'янмі, Таїланді і Китаї. Вони живуть в гірських тропічних лісах, високогірних чагарникових заростях та на скелястих вершинах гір. Зустрічаються на висоті від 1800 до 4265 м над рівнем моря.